# Au loin s'en vont les nuages
Pour plus de détails, voir Fiche technique et Distribution.
Au loin s'en vont les nuages (Kauas pilvet karkaavat) est un film finlandais réalisé par Aki Kaurismäki, sorti en 1996.
Il est présenté en sélection officielle au Festival de Cannes 1996.

## Synopsis
Lauri perd son boulot de chauffeur de tramway et le restaurant où travaille sa femme Ilona, le Dubrovnik, est racheté par une chaîne de restauration. Le film retrace alors l'itinéraire de ce couple pour subvenir à ses besoins. Chacun va tenter de retrouver du travail dans sa branche ; mais l'âge de Lauri va l'empêcher de retrouver du travail dans les transports, et la crise de la restauration oblige Ilona à travailler dans un petit restaurant minable, sous-payée et même non déclarée au fisc. Elle se fait licencier à la suite d'un contrôle fiscal. Elle rencontre alors l'ancien portier du Dubrovnik, qui est devenu cordonnier, et ils tentent d'obtenir un prêt pour ouvrir un nouveau restaurant, ce qui leur est refusé. Elle rencontre ensuite l'ancienne patronne du Dubrovnik, refait la demande avec la patronne comme garant, et cette fois le prêt lui est accordé. Avec l'aide de son mari et de toute l'ancienne équipe du Dubrovnik, ils ouvrent un nouveau restaurant : le Travail (Työ en finnois).

## Fiche technique
- Titre : Au loin s'en vont les nuages
- Titre original : Kauas pilvet karkaavat
- Réalisation et scénario : Aki Kaurismäki
- Production : Aki Kaurismäki et Erkki Astala
- Musique : Shelley Fisher
- Photographie : Timo Salminen
- Montage : Aki Kaurismäki
- Décors : Markku Pätilä et Jukka Salmi
- Costumes : Tuula Hilkamo
- Pays de production :  Finlande
- Format : Couleurs - 1,85:1 - Mono - 35 mm
- Genre : Comédie dramatique
- Durée : 96 minutes
- Dates de sortie :
  - Finlande : 26 janvier 1996
  - France : mai 1996 (Festival de Cannes 1996) ; 2 octobre 1996 (sortie nationale)

## Distribution
- Kati Outinen : Ilona
- Kari Väänänen : Lauri
- Elina Salo : Madame Sjöholm
- Sakari Kuosmanen : Melartin
- Markku Peltola : Lajunen
- Matti Onnismaa : Forsström
- Matti Pellonpää : Enfant sur la photo
- Shelley Fisher : Pianiste
- Markus Allan : Orchestre
- Pauli Granfelt : Orchestre
- Kari Lindqvist : Orchestre
- Pentti Mutikainen : Orchestre
- Taisto Wesslin : Orchestre
- Tommi Parkkonen : Orchestre
- Tuire Liiti : Serveuse
- Kaarina Väyrynen : Serveuse
- Esko Nikkari : Gérant de restaurant

## Autour du film
- Le film est dédié à l'acteur Matti Pellonpää qui a beaucoup travaillé avec les frères Aki et Mika Kaurismäki. Il est décédé en 1995.

## Distinctions
- Grand prix de l'Union de la critique de cinéma (UCC)
- Jussi du meilleur film